# LHS 3154 b
LHS 3154 bとは、赤色矮星LHS 3154の周囲を公転している海王星サイズの太陽系外惑星である。地球から約50光年離れた距離にあり、ヘルクレス座の方向にある。この惑星は低質量の恒星のすぐ近くを公転する巨大な惑星であり、太陽系外惑星の形成に関する現在のモデルに疑問が生じている。

## 概要
Suvrath Mahadevanが率いる科学者チームは、表面に液体の水が存在する可能性のある温度の低い恒星の周囲を公転する惑星を検出するように設計された分光器であるHabitable Zone Planet Finder（HPF）を使用して、LHS 3154 bを発見した。この発見は、2023年11月30日にサイエンス誌で発表された。
LHS 3154 bは最小質量が13.2 M🜨、推定半径が3.65 R🜨の海王星に似た太陽系外惑星である。主星から0.02262天文単位 (3,384,000 km) 離れた位置を公転し、3日17時間ごとに1周する。主星のLHS 3154は、ヘルクレス座の方向に存在し、地球から15.75パーセク (51.4 ly) 離れた距離に存在する薄暗い赤色矮星である。見かけの等級は17.5等級で、肉眼では観測できず、小型望遠鏡でも観測することはできない。LHS 3154の半径は0.14 R☉、質量は0.11 M☉で、太陽系から近い赤色矮星のウォルフ359と似ている。

## 特徴
LHS 3154 bの発見は、惑星の形成についての疑問を引き起こし、現在の惑星に関するモデルに疑問を投げかけている。なぜなら、このような巨大な惑星（13.2 M🜨）が、太陽の質量のわずか{\displaystyle {\frac {1}{9}}}の小さな恒星の周囲を公転するとは予想されていなかったためである。LHS 3154 bは現在、低質量星の周囲を公転している唯一の短周期海王星質量惑星である。おひつじ座TZ星bやGJ 3512 bなど、赤色矮星の周囲を公転する重い太陽系外惑星は存在するが、そのような惑星は主星から離れた軌道を持ち、公転周期が200日より長く、巨大なガス状の外側円盤内の重力不安定性などのようなLHS 3154 b（コア集積）とは異なる方法で形成された可能性がある。
惑星が形成される方法の一つに、塵やガスが降着した初期の核から形成されるコア集積によるものがある。低質量星の周囲を公転しているコア集積から形成される惑星は、せいぜい質量は最大でも5 M🜨であるはずである。しかし、LHS 3154 bは最小質量が13 M🜨であり、この理論に疑問が生じている。
この惑星の発見者の一人であるSuvrath Mahadevanは、「低質量星LHS 3154の周囲の惑星形成円盤は、この惑星を作るのに十分な固体質量を持っていないと予想されている。しかし惑星は実際に存在するので、したがって今、私たちは惑星や恒星がどのように形成されるのかについての理解を再検討する必要がある。」と述べた。この惑星のもう一人の発見者であるGuðmundur Stefánssonによると、以前は地球型惑星のみがこのような恒星の周囲に形成できると考えられていたため、LHS 3154 bの発見により、より質量の小さい恒星の周囲に惑星が形成されることに疑問が生じたという。